# Krāslava

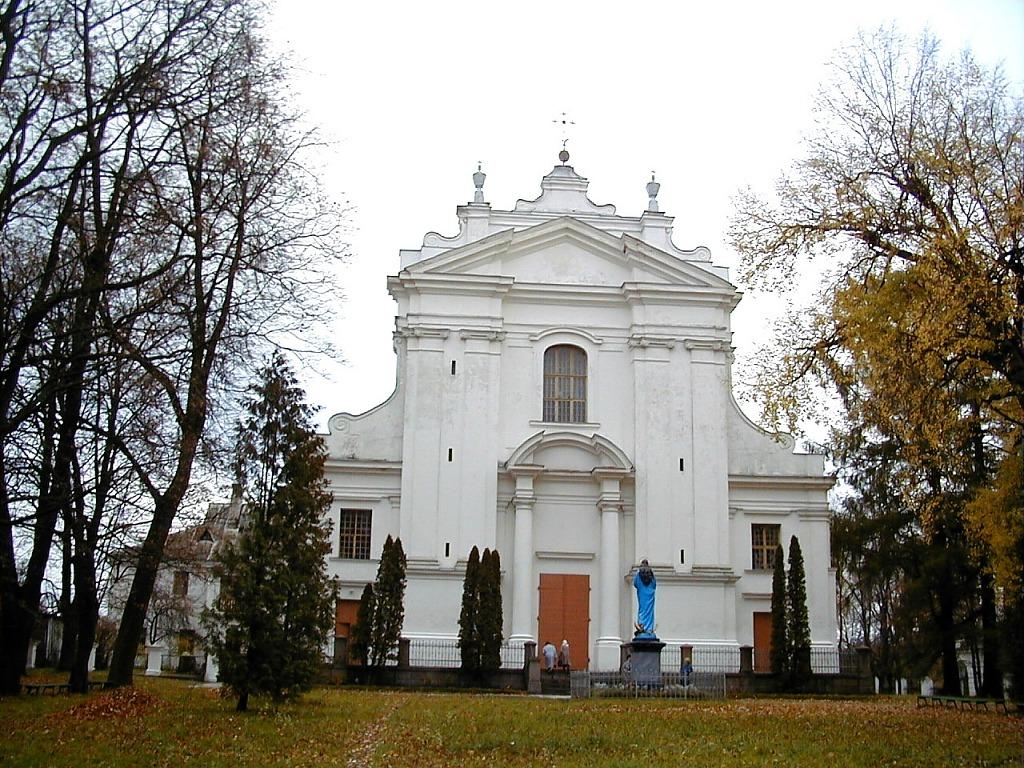
A igreja católica de Krāslava

Krāslava é a maior cidade de Distrito de Kraslava, em Lategália, na região oriental da Letônia. Tem 9114 habitantes (2016).

## Moradores notáveis
- Atleta letã Ineta Radeviča
- Filósofo russo Nikolai Lossky